# Expérience religieuse
Une expérience religieuse (également appelée expérience spirituelle, sacrée ou mystique ) est une expérience subjective, personnelle ou collective, interprétée dans un cadre religieux. Au XIXe siècle,  William James a popularisé ce concept en réponse contre le rationalisme croissant de la société occidentale,. 
De nombreuses traditions religieuses et mystiques considèrent les expériences religieuses et particulièrement la connaissance qui les accompagne, comme des révélations causées par une action d'origine divine plutôt que par des processus naturels ordinaires. Ces expériences sont considérés comme de véritables rencontres avec Dieu (ou des dieux), ou comme de véritables contacts avec des réalités d'ordre supérieur (tel des prophètes, des saints, des anges...) dont les humains ne sont ordinairement pas conscients.
Les sceptiques peuvent soutenir que l'expérience religieuse est une manifestation complexe de l'activité du cerveau humain, activité qui peut se prêter à une étude scientifique normale.
Les points communs et les différences entre les expériences religieuses à travers différentes cultures, ont permis aux chercheurs de les répertorier dans différentes études académiques. 

## Définitions
Le psychologue et philosophe William James (1842-1910) a décrit quatre caractéristiques de l'expérience mystique dans The Varieties of Religious Experience (1901/1902) :
- Transitoire – l'expérience est temporaire ; l'individu revient bientôt à un état d'esprit "normal". Se sent en dehors de la perception normale de l'espace et du temps.
- Ineffable – l'expérience ne peut pas être adéquatement mise en mots.
- Noétique – l'individu sent qu'il a appris quelque chose de précieux de l'expérience. Il se sent avoir acquis des connaissances qui sont normalement cachées à la compréhension humaine.
- Passif – l'expérience arrive à l'individu, en grande partie sans contrôle conscient. Bien qu'il existe des activités, telles que la méditation (voir ci-dessous), qui peuvent rendre l'expérience religieuse plus probable, ce n'est pas quelque chose qui peut être activé et désactivé à volonté.

### Habel normand
Le bibliste Norman Habel a défini structurellement comment un croyant entre en relation avec le sacré ou comment il en prend conscience dans le contexte d'une tradition religieuse particulière. Les expériences religieuses sont par nature surnaturelles ; c'est-à-dire que ce sont des expériences qui sortent de l'ordinaire, qui sont au-delà de l'ordre naturel des choses connues. Du point de vue d'un observateur non averti, ces expériences peuvent être difficiles à différencier des états psychopathologiques, tels que les psychoses ou d'autres formes d'altération de la conscience.
Toutes les expériences surnaturelles ne sont pas considérées comme des expériences religieuses. Selon la définition de Habel, les états psychopathologiques ou les états de conscience induits par la drogue ne peuvent pas être considérés comme des expériences religieuses car ils ne sont pas réalisés dans le contexte d'une tradition religieuse.
Moore et Habel identifient deux classes d'expériences religieuses : l'expérience religieuse immédiate et celle par un intermédiaire.
- Par un intermédiaire  – Dans l'expérience par l'action d'un intermédiaire, le croyant expérimente le sacré à travers des médiateurs tels que des rituels, des personnes particulières, des groupes religieux, des objets totémiques[5].
- Immédiat  – L' expérience immédiate vient au croyant sans aucun cause apparente, ni médiateur intervenant. La divinité ou le divin est expérimenté directement.

### Richard Swinburne
Le philosophe Richard Swinburne a classé toutes les expériences religieuses dans cinq catégories, dans son livre Faith and Reason :
- Public – un croyant « voit la main de Dieu à l'œuvre », alors que d'autres explications sont possibles, par exemple en regardant un beau coucher de soleil
- Public – un événement inhabituel qui enfreint la loi naturelle, par exemple marcher sur l'eau
- Privé – descriptible en utilisant le langage normal, par exemple La vision de Jacob d'une échelle
- Privé - indescriptible en utilisant le langage normal, généralement une expérience mystique, par exemple "le blanc n'a pas cessé d'être blanc, ni le noir n'a cessé d'être noir, mais le noir est devenu blanc et le blanc est devenu noir."
- Privé – un sentiment général, non spécifique, de Dieu agissant dans sa vie.

Mr Richard Swinburne a suggéré deux principes permettant l'évaluation des expériences religieuses :
- Principe de crédulité – en l'absence de toute raison de ne pas y croire, on doit accepter ce qui semble être vrai, par exemple si l'on voit quelqu'un marcher sur l'eau, on doit croire que cela se produit.
- Principe du témoignage – en l'absence de toute raison de ne pas les croire, il faut accepter que les témoins oculaires ou les croyants disent la vérité lorsqu'ils témoignent d'expériences religieuses.

### Rudolf Otto
Le philosophe et théologien allemand Rudolf Otto (1869-1937) soutient qu'il existe un facteur commun à toute expérience religieuse, cela indépendant du contexte culturel. Il identifie ce facteur comme étant le numineux dans son livre The Idea of the Holy (1923). L'expérience "numineuse" (sentiment de présence divine) a deux aspects :
- mysterium tremendum, qui est la tendance à invoquer dans la peur et les tremblements
- mysterium fascinans, dont la forme est l'attirance, la fascination et le ravissement.

L'expérience numineuse a aussi une qualité relationnelle, comme quand la personne se sent en communion avec un autre saint. Otto voit le numineux comme la seule expérience religieuse possible, de fait le concept du numineux contient l'intégralité de ce qui ne peut être intégralement transmis avec des mots. Il déclare : « Il n'y a pas de religion dans laquelle il [le numineux] ne vit pas comme le véritable noyau, le plus profond et sans lui aucune religion ne serait digne de ce nom » . 
Otto ne prend au sérieux aucune autre sorte d'expérience religieuse telle que l'extase et l'enthousiasme. Il est d'avis qu'ils appartiennent au « vestibule de la religion ».

## Histoire du terme

### Origines
William James a utilisé le terme « expérience religieuse » (religious experience) dans son livre The Varieties of Religious Experience. Il est considéré comme un ouvrage classique dans ce domaine. Lors des conférences professionnelles, il est fréquent d'utiliser comme référence les idées de James. Il a fait la distinction entre la religion institutionnelle et la religion personnelle. La religion institutionnelle fait référence au groupe ou à l'organisation religieuse qui joue un rôle important dans la culture d'une société. La religion personnelle, est celle de l'individu ayant une expérience mystique, ce quelle que soit sa culture d'origine.
Les origines de l'utilisation de ce terme peuvent être datées aux XVIIIe, XIXe et XXe siècles. Plusieurs personnalités historiques ont avancé des opinions, des arguments selon lesquelles la religion et les croyances peuvent être fondées sur l'expérience elle-même, en complément des livres canoniques. Kant soutenait que l'expérience morale justifiait les croyances religieuses. John Wesley, en plus de souligner l'effort moral individuel, pensait que les expériences religieuses sont fondamentales à l'engagement religieux en tant que mode de vie. Il était dans le mouvement méthodiste (parallèlement au mouvement romantique).
Le théologien allemand Friedrich Schleiermacher (1768–1834), a défendu l'idée que la religion est basée sur un sentiment d'infini. La notion d'« expérience religieuse » a été utilisée par Schleiermacher et Albert Ritschl pour défendre la religion contre la critique scientifique et laïque croissante, en argumentant l'idée que l'expérience humaine (expérience morale et expérience religieuse) justifie les croyances religieuses.
La notion d '« expérience religieuse » a ensuite été adoptée par de nombreux spécialistes de la religion, dont William James était le plus influent,.
Un large éventail de mouvements occidentaux et orientaux ont incorporé ce concept et influencé l'émergence de la notion moderne d '« expérience mystique », comme la philosophie pérenne, le transcendantalisme, l'universalisme, la société théosophique, la nouvelle Pensée, le soufisme, le néo-védanta, le modernisme bouddhiste, ainsi que la psychiatrie, la neurologie.  

#### L'orientalisme et "l'effet pizza"
L'interaction entre les notions, les concepts, les compréhensions occidentales et orientales de la religion, de la spiritualité, est un facteur important dans le développement du mysticisme moderne. Au XIXe siècle, lorsque les pays asiatiques ont été colonisés par les États occidentaux, un processus de Mimèsis culturel s'est mis en place,,. Dans ce processus, les idées occidentales sur la religion, en particulier la notion d '« expérience religieuse » a été introduites dans les pays asiatiques par des missionnaires, des universitaires... La Société théosophique est le résultat de cette fusion d'une nouvelle compréhension de la religion à travers notamment les traditions bouddhiques et l'hindouisme. Cet amalgame a été réexporté vers l'Occident en tant que « traditions asiatiques authentiques » acquérant une grande popularité. En raison de celle-ci - ces nouvelles compréhensions, ces nouveaux enseignements - ont également gagnées en autorité en Inde, au Sri Lanka et au Japon,,.
Les représentants les plus connus de cet amalgame de mouvements spirituels fusionnés sont Annie Besant (Société théosophique), Swami Vivekenanda et Sarvepalli Radhakrishnan (néo-védanta), Anagarika Dharmapala, une militante bouddhiste sri-lankaise du XIXe siècle ayant fondé la Société Maha Bodhi et DT Suzuki, un érudit zen-bouddhiste japonais. 
Un terme récurrent pour ce large éventail est le non-dualisme. Cette influence mutuelle est également connue sous le nom d'effet pizza (en).

### Critique
Cette notion d'« expérience » a été largement critiquée,,.
« L'empirisme religieux », a été considéré comme très problématique – pendant la période entre les deux guerres mondiales – célèbrement rejeté par Karl Barth. Au XXe siècle, la justification de l'expérience religieuse et morale comme moyen de justification des croyances religieuses tient toujours. Certains érudits modernes influents tenant de cette vision théologique libérale sont Charles Earle Raven et le physicien/théologien d'Oxford Charles Coulson.
Le spécialiste américain de la religion et philosophe des sciences sociales Jason Josephson Storm (en), a également critiqué le concept de l'« expérience religieuse », en particulier lorsque ces expériences sont utilisées pour définir la religion. Il compare l'appel à l'expérience pour définir la religion comme les tentatives d'une définition essentialiste de l'art, en faisant appel à l'expérience esthétique.

#### Christianisme

##### Mysticisme chrétien

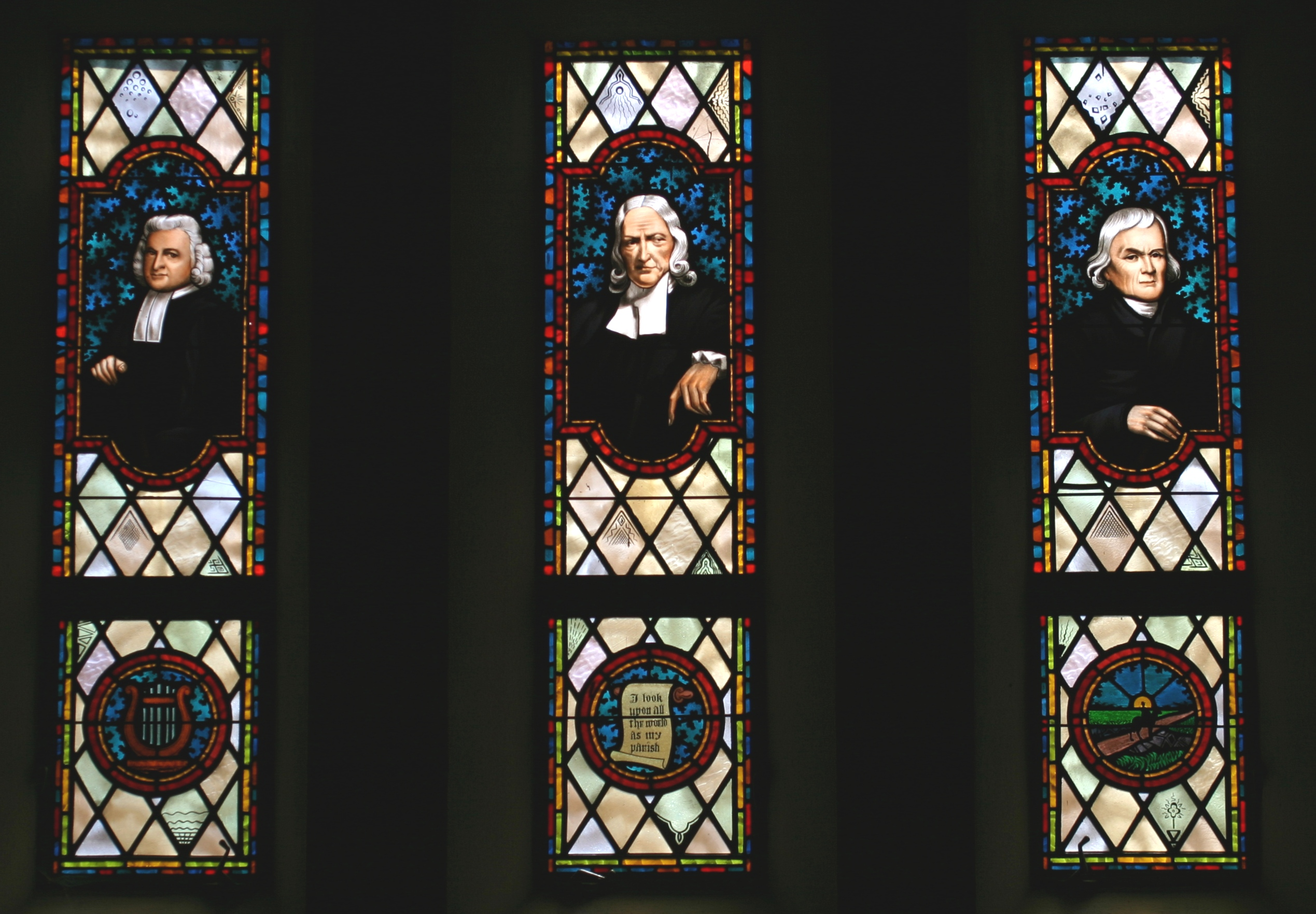
Trois premiers dirigeants méthodistes, Charles Wesley, John Wesley et Francis Asbury, représentés dans des vitraux à la Memorial Chapel, Lake Junaluska, Caroline du Nord

La doctrine chrétienne soutient généralement que Dieu habite tous les chrétiens et qu'ils peuvent connaitre, expérimenter Dieu directement, par la croyance en Jésus-Christ. Le mysticisme chrétien aspire à appréhender des vérités spirituelles inaccessibles par des moyens intellectuels, généralement par l'intermédiare du Christ. William Inge divise cette scala perfectionis en trois étapes : l'étape « purgative » ou ascétique, l'étape « illuminative » ou contemplative, et la troisième étape, « unitive », dans laquelle Dieu peut être contemplé « face à face ».

##### Hésychasme
Basé sur l'injonction du Christ dans l'Évangile de Matthieu « d'aller dans sa chambre pour prier » (Mt 6,5-6), l'hésychasme est l'action de se retirer vers l'intérieur, en cessant d'écouter les sens, afin d'atteindre une connaissance expérientielle de Dieu (voir l'oraison silencieuse).
Le but le plus élevé de l'hésychaste est la connaissance par l'expérience de Dieu. Au XIVe siècle, la possibilité de cette connaissance expérientielle de Dieu a été contestée par un moine calabrais Barlaam, formé à la théologie scolastique, qui a affirmé que notre connaissance de Dieu ne peut être que propositionnelle. La pratique des hésychastes a été défendue par saint Grégoire Palamas.

### Islam
Alors que tous les musulmans croient qu'ils sont sur le chemin de Dieu et deviendront proches de lui au paradis – après la mort et après le "Jugement final" – Les soufis croient qu'il est possible de vivre cette proximité de leur vivant.   
La tariqa est le « chemin » sur lequel marchent les mystiques. Aucune expérience mystique ne peut être réalisée si les injonctions contraignantes de la charia ne sont pas suivies fidèlement en premier. La tariqa est cependant plus étroite et plus difficile à parcourir. Elle conduit l'adepte, appelé salik (voyageur), dans son suluk (errance), à travers différentes stations ( maqam ) jusqu'à ce qu'il atteigne son but, le parfait tawhid, la confession existentielle que Dieu est Un.

#### Études du cerveau
Dans les années 1950 et 1960, des premières études ont tenté d'utiliser les EEG pour étudier les modèles d'ondes cérébrales corrélés avec les états spirituels. Au cours des années 1980, le Dr Michael Persinger a stimulé les lobes temporaux de sujets humains avec un champ magnétique faible. Ses sujets prétendaient avoir la sensation « d'une présence éthérée dans la pièce ». Certaines études actuelles utilisent la neuroimagerie pour localiser les régions cérébrales actives, ou différentiellement actives, lors d'expériences religieuses,,. Ces études de neuroimagerie ont impliqué un certain nombre de régions cérébrales, notamment le système limbique, le cortex préfrontal dorsolatéral, le lobe pariétal supérieur et le noyau caudé,,.  Sur la base de la nature complexe de l'expérience religieuse, il est probable qu'elles soient médiatisées par une interaction de mécanismes neuronaux qui participent tous à l'expérience globale. 

## Intégrer l'expérience religieuse
Plusieurs psychologues ont proposé des modèles dans lesquels les expériences religieuses font partie d'un processus de transformation de soi.
Le travail de Carl Gustav Jung sur lui-même et de ses patients l'a convaincu que la vie a un but spirituel, au-delà des buts matériels. Sa tâche principale, croyait-il, est de découvrir et de réaliser un potentiel inné profond, tout comme le gland contient le potentiel de devenir le chêne, ou la chenille de devenir le papillon. Sur la base de son étude du christianisme, de l'hindouisme, du bouddhisme, du gnosticisme, du taoïsme et d'autres traditions, Jung a perçu que ce voyage de transformation est au cœur mystique de toutes les religions. C'est un voyage à la rencontre de soi et en même temps à la rencontre du Divin (le Soi). Contrairement à Sigmund Freud, Jung pensait que l'expérience spirituelle était essentielle au bien-être. 

## Source
- (en) Cet article est partiellement ou en totalité issu de l’article de Wikipédia en anglais intitulé « Religious experience » (voir la liste des auteurs).